# Franziskanerkloster Villach

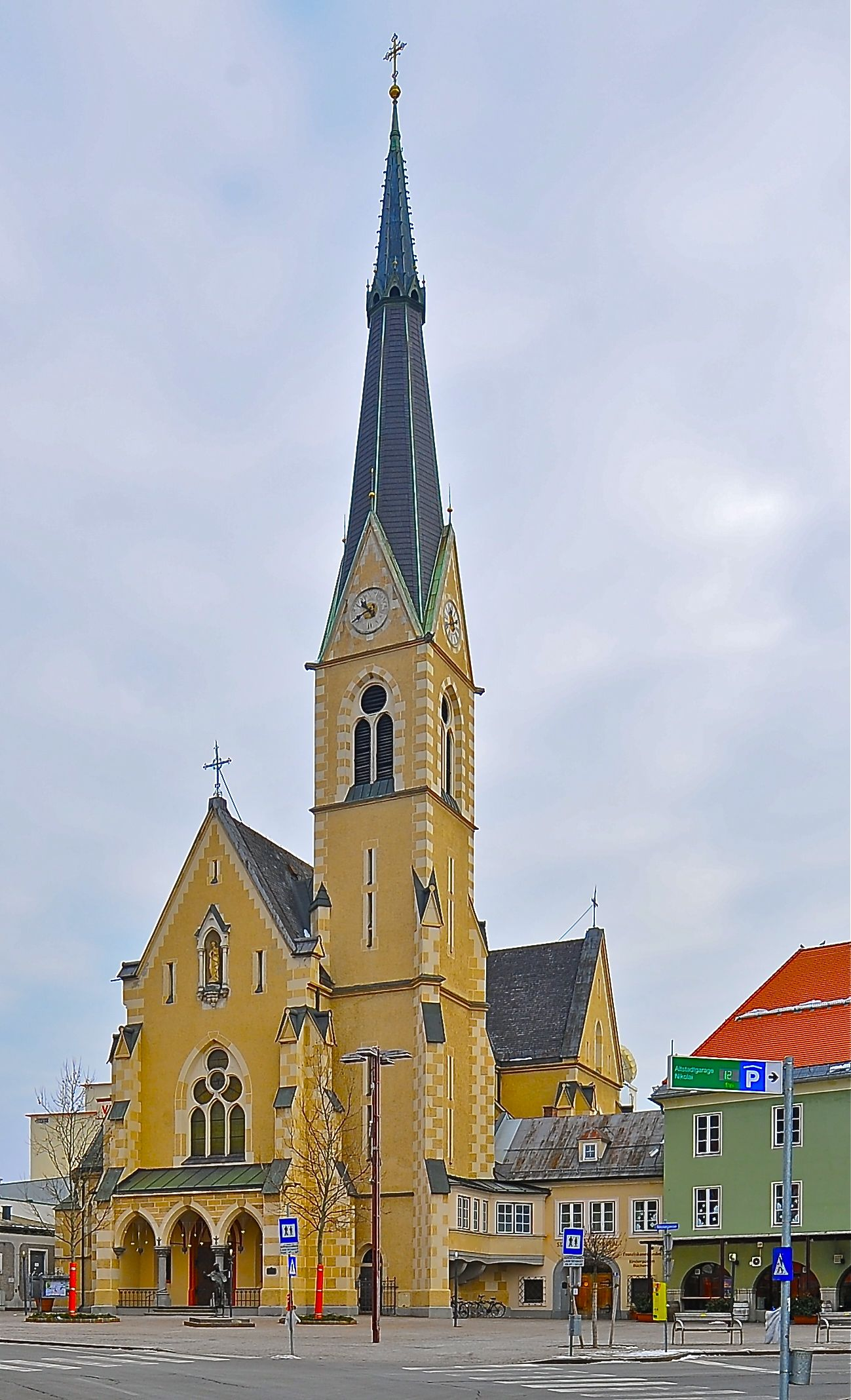
Nikolaikirche

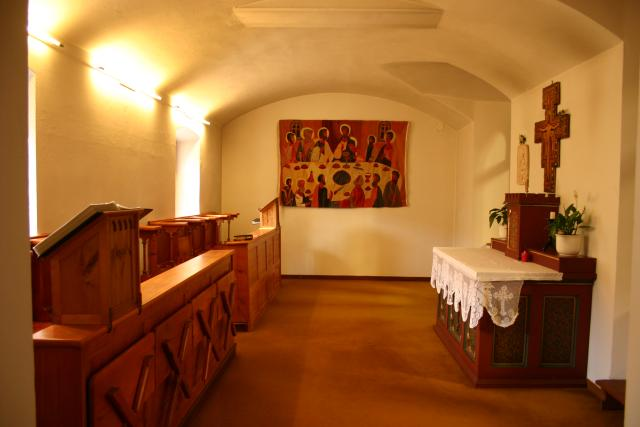
Oratorium im Franziskanerkloster Villach

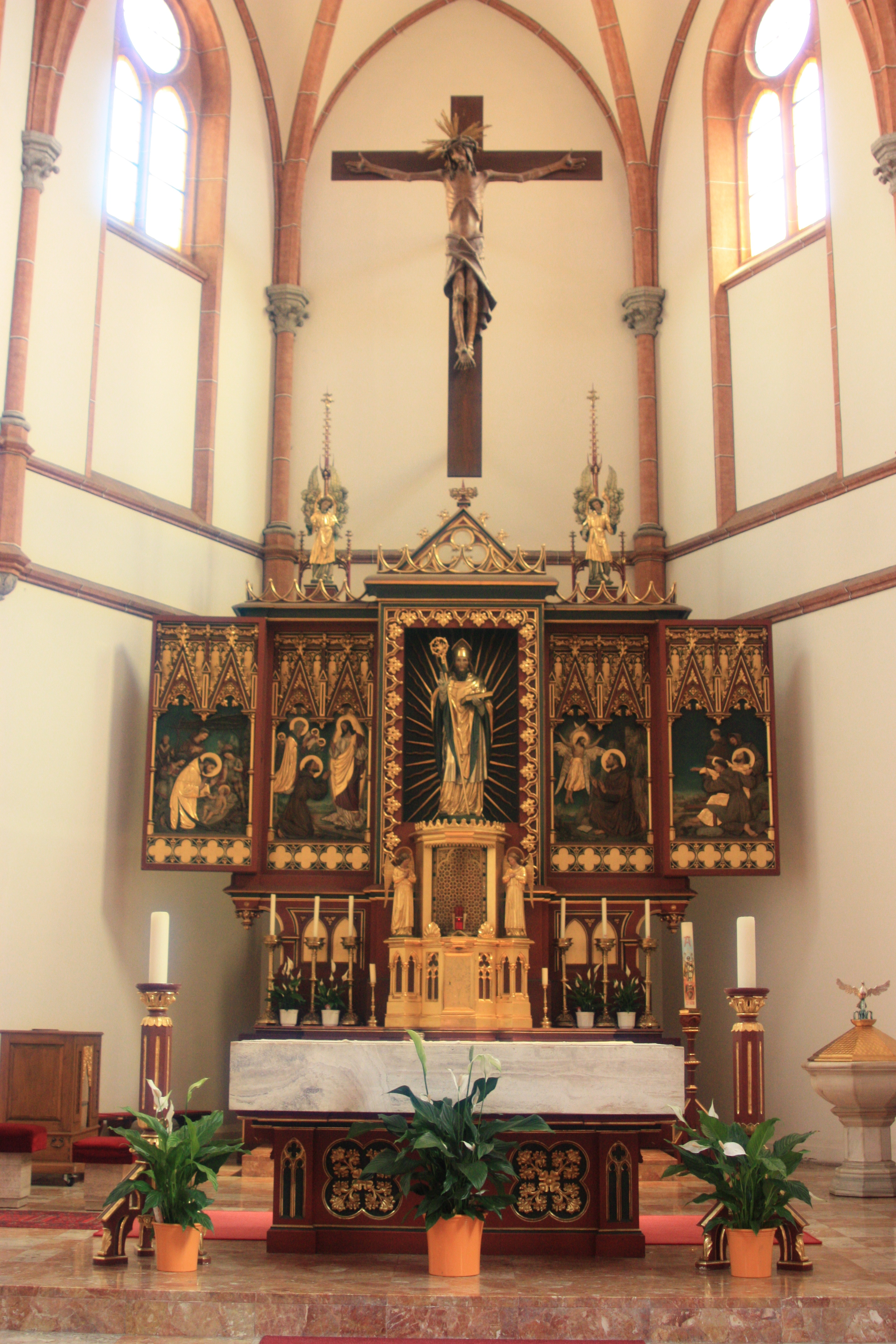
Nikolai-Kirche Villach – Hauptaltar

Das Franziskanerkloster Villach ist ein Kloster der Franziskaner, die die Pfarre St. Nikolai in Villach (Kärnten) betreuen.

## Geschichte
Aufgrund des großen Priestermangels bat im Jahre 1886 Bischof Petrus Funder die Tiroler Franziskanerprovinz, die Pfarre St. Nikolai in Villach durch ihre Ordensleute seelsorglich zu betreuen. Noch im selben Jahr kamen die ersten Franziskaner in die Stadt und bezogen das 1786 aufgehobene Kapuzinerkloster. Das Kloster und auch die dazugehörige Kirche erwiesen sich jedoch als so desolat, dass beide in den nächsten Jahren abgerissen und neu aufgebaut werden mussten. Den Großteil der Baukosten trug dabei der Salzburger Weltpriester Stephan Dionys Cserveny von Zabor. So wurde trotz des massiven Widerstandes von Seiten der Stadtbehörden das Kloster im Jahre 1888 neu errichtet und 1891 mit der Abtragung der Kirche begonnen. Das Gotteshaus und der Hochaltar wurden nach den Plänen des Franziskanerpaters Johannes Maria Reiter gebaut und konnten 1896 feierlich eingeweiht werden.
Die Franziskaner widmen sich seither der Betreuung der Pfarre St. Nikolai. Durch einen Bombentreffer wurde die Kirche im Jahre 1945 schwer beschädigt und musste nach dem Zweiten Weltkrieg teilweise erneuert werden. In der zweiten Hälfte des 20. Jahrhunderts wurde das Gotteshaus mehrfach renoviert und im Jahre 1981 die Krypta für die Feier von Gottesdiensten adaptiert.

## Kirche St. Nikolai
Die Kloster- und Pfarrkirche St. Nikolai wurde im neugotischen Stil erbaut und ist 48,5 m lang,  20 m breit und besitzt im Mittelschiff eine Höhe von 17 m. Der Kirchturm misst 64 m.
Da die Kirche unter der Schirmherrschaft der Tiroler Franziskanerprovinz erbaut wurde, wirkten einige namhafte Tiroler Künstler an der Ausstattung des Gotteshauses mit:
- Hochaltar nach den Plänen von  Pater Johannes Maria Reiter, gefertigt von dem Kunsttischler Clemens Raffeiner aus Schwaz (Tirol).
- Statue des hl. Nikolaus und Reliefbilder des Bildhauers Josef Bachlechner aus Hall in Tirol.
- Fresken über die Kindheit Jesu im Langhaus von dem akademischen Maler Emanuel Walch aus Tirol.
- Kreuzwegbilder von dem Bildhauer Schmalz aus Gröden (Südtirol).